# Saint-Léger-les-Mélèzes
Saint-Léger-les-Mélèzes ist eine französische Gemeinde im Département Hautes-Alpes in der Region Provence-Alpes-Côte d’Azur. Sie gehört zum Kanton Saint-Bonnet-en-Champsaur im Arrondissement Gap. Die Gemeinde grenzt an Saint-Jean-Saint-Nicolas, Ancelle und Chabottes.

## Bevölkerungsentwicklung
| Jahr      | 1962 | 1968 | 1975 | 1982 | 1990 | 1999 | 2008 | 2013 |
| --------- | ---- | ---- | ---- | ---- | ---- | ---- | ---- | ---- |
| Einwohner | 159  | 137  | 224  | 190  | 182  | 228  | 318  | 339  |

## Sehenswürdigkeiten

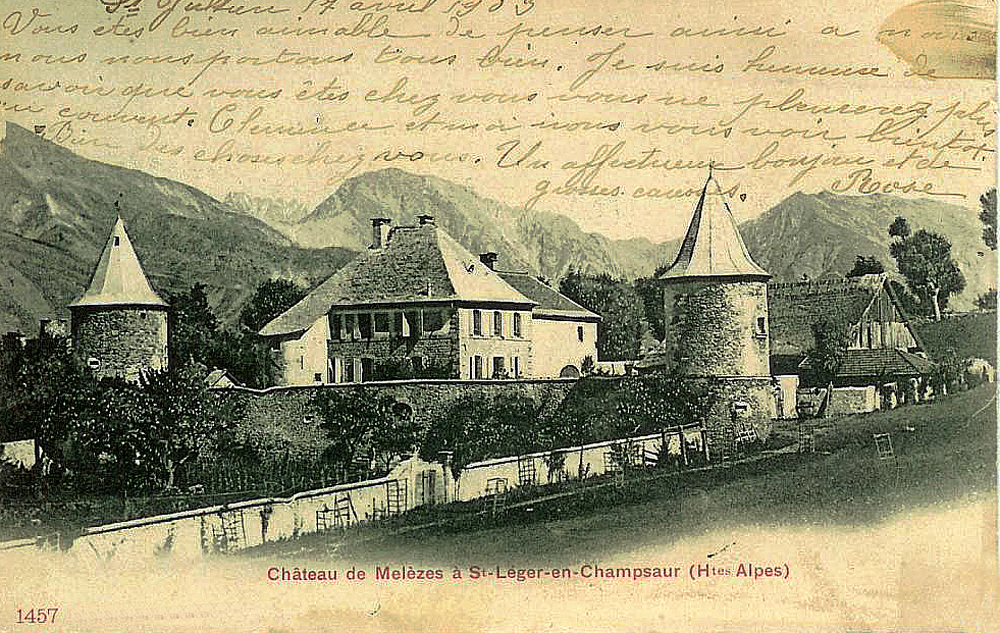
Château (Schloss) von Saint-Léger-les-Mélèzes

- Schloss, Monument historique